# Estany de Creussans
Estany de Creussans är en sjö i Andorra. Den ligger i parroquian Andorra la Vella, i den nordvästra delen av landet. Estany de Creussans ligger 2 448 meter över havet.
I trakten runt Estany de Creussans förekommer i huvudsak kala bergstoppar.